# Upogebia maccraryae
Upogebia maccraryae is een tienpotigensoort uit de familie van de Upogebiidae. De wetenschappelijke naam van de soort is voor het eerst geldig gepubliceerd in 1986 door Williams.